# Oleksandr Zinchenko
Oleksandr Volodymyrovych Zinchenko (em ucraniano: Зінченко Олександр Володимирович; Radomyshl, 15 de dezembro de 1996) é um futebolista ucraniano que atua como lateral-esquerdo ou meio-campista. Atualmente joga no Arsenal.

## Carreira
Formado nas categorias de base do Shakhtar Donetsk, o jogador estreou como profissional em 2014 pelo modesto Ufa, da Rússia. Visto como um jogador de potencial, logo foi contratado pelo Manchester City, que inicialmente o designou para o time B. Após um bom empréstimo ao PSV Eindhoven na temporada 2016–17, Zinchenko retornou ao City e passou a ter chances com o treinador Josep Guardiola.

### Arsenal
Foi anunciado pelo Arsenal no dia 22 de julho de 2022, por 30 milhões de libras esterlinas (196 milhões de reais). O jogador assinou um contrato de quatro temporadas com os Gunners, válido até junho de 2026. Marcou seu primeiro gol pelo time no dia 18 de fevereiro de 2023, numa vitória de virada por 4–2 contra o Aston Villa.

## Títulos
Manchester City
- Premier League: 2017–18, 2018–19, 2020–21 e 2021–22
- Copa da Liga Inglesa: 2017–18, 2018–19, 2019–20 e 2020–21
- Copa da Inglaterra: 2018–19
- Supercopa da Inglaterra: 2019